# Tuberta mirabilis
Tuberta mirabilis là một loài nhện trong họ Hahniidae. Chúng được miêu tả năm 1871 bởi Tord Tamerlan Teodor Thorell.